# Linda Kisabaka
Linda Kisabaka (Wuppertal, Alemania, 9 de abril de 1969) es una atleta alemana retirada, especializada en la prueba de 4x400 m en la que llegó a ser medallista de bronce olímpica en 1996.

## Carrera deportiva
En los JJ. OO. de Atlanta 1996 ganó la medalla de bronce en los relevos 4x400 metros, con un tiempo de 3:21.14 segundos, llegando a meta tras Estados Unidos y Nigeria, siendo sus compañeras de equipo: Uta Rohländer, Anja Rücker y Grit Breuer.